# Révai nagy lexikona
Révai nagy lexikona est une encyclopédie en hongrois publiée entre 1911 et 1935.

## Histoire
Mór János Révay, partant du A Pallas nagy lexikona, a voulu créer un lexicon moderne contenant les résultats scientifiques les plus récents, c'est pourquoi il a impliqué presque tout le monde scientifique hongrois dans la rédaction. L'équipe de rédaction comptait au total 877 personnes – il serait indigne d'en citer une seule – 149 anciens professeurs d'université, 50 membres du corps académique, 20 physiciens et mathématiciens, 27 ministres ou secrétaires d'État, 69 juristes et 33 médecins.
Les vingt volumes inachevés contiennent environ 1 050 pages (16 671 pages à deux colonnes), 230 000 titres, environ 113 millions de lettres et des milliers de chiffres. Les annexes cartographiques en couleur ont été préparées par Révai Cartography spécialement à cet effet.
Près de la moitié du champ d'application est géographique (14 %), juridique (6,5 %), historique mondial (6 %), médical (5 %), zoologique (4 %), botanique (3,5 %), artistique (3 %), traite de sujets historiques hongrois (3 %).

## Nouvelle édition
En 1995-1996, la maison d'édition Babits de Szekszárd a publié vingt et un volumes du grand lexique de Révai dans une édition similaire.

## Volumes
| Volume | Entrées                                | Année | Pages |
| ------ | -------------------------------------- | ----- | ----- |
| I.     | A–Arany                                | 1911  | 822   |
| II.    | Arány–Beke                             | 1911  | 802   |
| III.   | Béke–Brutto                            | 1911  | 793   |
| IV.    | Brutus–Csát                            | 1912  | 779   |
| V.     | Csata–Duc                              | 1912  | 787   |
| VI.    | Dúc–Etele                              | 1912  | 787   |
| VII.   | Etelka–Földöv                          | 1913  | 779   |
| VIII.  | Földpálya–Grec                         | 1913  | 788   |
| IX.    | Gréc–Herold                            | 1913  | 810   |
| X.     | Hérold–Jób                             | 1914  | 875   |
| XI.    | Jób–Kontúr                             | 1914  | 875   |
| XII.   | Kontúr–Lovas                           | 1915  | 875   |
| XIII.  | Lovas–Mons                             | 1915  | 875   |
| XIV.   | Mons–Ottó                              | 1916  | 916   |
| XV.    | Ottó–Racine                            | 1922  | 811   |
| XVI.   | Racine–Sodoma                          | 1924  | 873   |
| XVII.  | Sodoma–Tarján                          | 1925  | 875   |
| XVIII. | Tarján–Vár                             | 1925  | 788   |
| XIX.   | Vár–Zsüri + Kiegészítés: Aachen–Beöthy | 1926  | 866   |
| XX.    | Kiegészítés: Bér–Zsolt                 | 1927  | 872   |
| XXI.   | Kiegészítés: A–Z                       | 1935  | 856   |